# Thomas Barbusca
Thomas Barbusca (Toms River, 3 de março de 2003) é um ator  americano. Ele é conhecido por interpretar Chip Pemberton, um dos três garotos do sitcom de televisão The Mick. Ele também estrelou no filme  Middle School: The Worst Years of My Life e também interpretou Drew, o valentão do acampamento na série de streaming da Netflix Wet Hot American Summer: First Day of Camp. Ele também teve um papel na quinta temporada de American Horror Story.

## Biografia
Ele tem uma irmã mais velha chamada Brielle, que também é atriz.  Ele atualmente mora na Califórnia.  Ele afirmou que sua ascendência é "100% italiana".

## Carreira
Em 2016, Barbusca foi escalada para co-estrelar como Chip Pemberton em The Mick. Além disso, ele estrelou o filme Middle School: The Worst Years of My Life como Leo, baseado no romance homônimo de 2011, de James Patterson e Chris Tebbetts.

## Filmografia
| Ano  | Título                                    | Papel                        |
| ---- | ----------------------------------------- | ---------------------------- |
| 2016 | Middle School: The Worst Years of My Life | Leonardo "Leo" Khatchadorian |
| 2018 | Searching                                 | Cody                         |
| 2019 | Big Time Adolescence                      | William (Stacey) Epstein     |

| Ano     | Título                                     | Papel                        | Notas                                                                                  |
| ------- | ------------------------------------------ | ---------------------------- | -------------------------------------------------------------------------------------- |
| 2012    | Conan                                      | Peanuts Halloween Skit Linus | Episódio: "Where There's Smoke, There's Gladys the Smoker"                             |
| 2012-13 | The New Normal                             | Donny                        | 2 episódios ("The XY Factor", "About a Boy Scout")                                     |
| 2012-13 | New Girl                                   | Glenn Ely                    | Episódio: "Winston's Birthday"                                                         |
| 2013    | Body of Proof                              | Criancinha                   | Episódio: "Abduction, Part II"                                                         |
| 2014    | Grey's Anatomy                             | Link McNeil                  | Recorrente (10ª Temporada, 5 episódios)                                                |
| 2014    | Clarence                                   | Malakevin (voz)              | Episódio: "Dollar Hunt"                                                                |
| 2014    | Anger Management                           | Justin                       | Episódio: "Charlie Gets Trashed"                                                       |
| 2015    | Shameless                                  | Criança Corretiva            | Episódio: "Tell Me You F**King Need Me"                                                |
| 2015    | The Thundermans                            | Cedric (Fã da Electress)     | Episódio: "Who's Your Mommy?"                                                          |
| 2015    | The League                                 | Cooper Harris (O Valentão)   | Episódio: "The Bully"                                                                  |
| 2015    | Wet Hot American Summer: First Day of Camp | Drew                         | Recorrente, 7 episódios                                                                |
| 2015    | American Horror Story: Hotel               | Jimmy                        | 3 episódios                                                                            |
| 2016    | Preacher                                   | Chris Schenck                | 2 Episódios: "Pilot", "The Possibilities"                                              |
| 2017    | Ryan Hansen Solves Crimes on Television    | Jonathan Sneakz              | Episódio: "Joel McHale Is: Ryan Hansen"                                                |
| 2017    | One Day at a Time                          | Finn                         | 2 Episódios: "Pride & Prejudice", "Hold, Please"                                       |
| 2016-27 | The Mick                                   | Chip Pemberton               | Protagonista                                                                           |
| 2018-19 | The Kids Are Alright                       | Davey                        | 3 Episódios: "Microwave", "The Love List", "San Valentin"                              |
| 2018    | Champaign ILL                              | Cade                         | Episódio: "Supreme Brick"                                                              |
| 2019    | Arrested Development                       | Gob Bluth (Jovem)            | 3 Episódios: "The Untethered Sole", "Saving for Arraignment Day", "Courting Disasters" |
| 2019-20 | Schooled                                   | Alex Piper                   | Recorrente, 5 episódios                                                                |
| 2020    | The Real Bros of Simi Valley               | Aluno do ensino médio #2     | 4 episódios                                                                            |
| 2020    | Solar Opposites                            | Aeden                        | 2 episódios                                                                            |

## Ligações Externas
- Thomas Barbusca. no IMDb.
- Thomas Barbusca no Facebook